# Orientalisch Langhaar

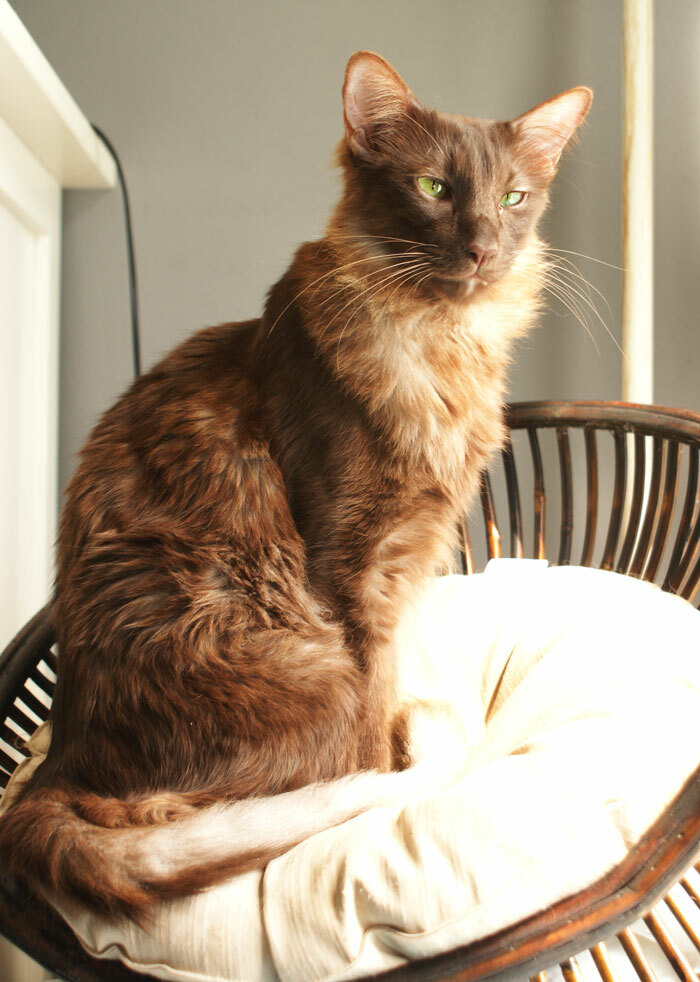
Orientalisch Langhaar (auch Javanese oder Mandarin) in der Farbe chocolate smoke

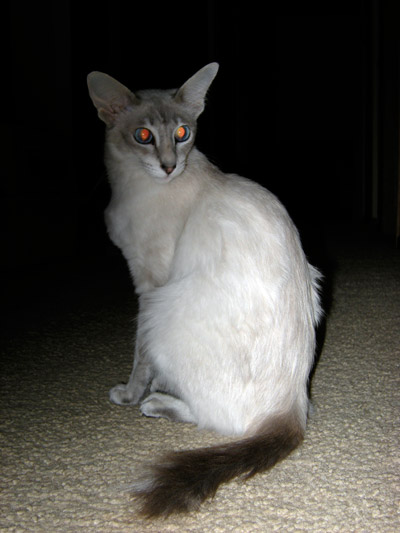
Balinese

Die Orientalisch Langhaar-Katze (OLH) zählt zu den orientalischen Katzenrassen und ist auch unter dem Namen Javanese oder Mandarin bekannt. Der Name Javanese hat mit der Insel Java nur sehr wenig zu tun.

## Geschichte
Als amerikanische Züchter sich daran machten, eine Siamkatze mit halblangen Haaren zu züchten, war ihr Ziel die Rasse der Balinesen. Als Nebenprodukt entstand dabei eine Orientalische Halblanghaar-Katze, die Orientalisch Langhaar. 1979 erkannte die CFA als einzige Organisation die Javanesen als eigenständige Rasse an. Andere Organisationen sehen die Tiere als eine Variante der Balinesen.

## Erscheinungsmerkmale
Der Unterschied zu den Balinesen liegt in den Farben des Felles und der Augen. Die Orientalisch Langhaar weisen keine sogenannte Maskenfärbung auf (points), sondern sind vollfarbig und damit das halblanghaarige Pendant der Orientalisch Kurzhaar. Ihre Augen sind grün, mit Ausnahme bei weißem Fell, wo sie zu blau tendieren.

## Charakter
Orientalisch Langhaar sind wie alle Orientalen sehr menschenbezogen und mitunter sehr anhänglich. Haben sie erst mal eine Bezugsperson gefunden, geben sie diese so schnell nicht wieder her. Ihr drahtiger Körperbau unterstreicht ihre Bewegungsfreude. Die sensiblen Katzen sind sehr verspielt und drücken ihre Gefühlslage gerne und häufig mit ihrer melodiösen Stimme aus. Orientalisch Langhaar werden mit wenigen Monaten geschlechtsreif und sind hingebungsvolle Mütter.